# Местія (муніципалітет)
Местійський муніципалітет (груз. მესტიის მუნიციპალიტეტი Местійс муниципʼалитети) —  муніципалітет в  Грузії, що входить до складу  краю Самеґрело-Земо Сванеті (або Мегре́лія-Верхня Сване́тія). Знаходиться на заході Грузії, на території  історичної області Сванетія. Адміністративний центр — Селище міського типу Местія.

## Населення
Станом на 1 січня 2014 чисельність населення муніципалітету склала 9 316 мешканців.
Більшість населення складають Свани, одна з етнографічних груп грузин.
| Грузини | Росіяни |
| 99,82 % | 0,12 %  |